# Municipio de Conemaugh (condado de Somerset)
El municipio de Conemaugh (en inglés: Conemaugh Township) es un municipio ubicado en el condado de Somerset en el estado estadounidense de Pensilvania. En el año 2000 tenía una población de 7.452 habitantes y una densidad poblacional de 69 personas por km².

## Geografía
El municipio de Conemaugh se encuentra ubicado en las coordenadas 40°14′00″N 79°00′29″O / 40.23333, -79.00806.

## Demografía
Según la Oficina del Censo en 2000 los ingresos medios por hogar en la localidad eran de $30,530 y los ingresos medios por familia eran $36,798. Los hombres tenían unos ingresos medios de $30 000 frente a los $20,786 para las mujeres. La renta per cápita para la localidad era de $16,034. Alrededor del 6,6% de la población estaban por debajo del umbral de pobreza.